# 梁兵
梁兵（1975年7月—），河北井陉人，汉族，中国共产党党员。中华人民共和国政治人物、第十三届全国人民代表大会河南省代表。

## 生平
2018年，梁兵被选为河南省出席第十三届全国人民代表大会代表。